# ブランフォードの戦い
ブランフォードの戦い （英: Battle of Blandford、Blanfordとも綴られる、またはピーターズバーグの戦い、英: Battle of Petersburg）は、アメリカ独立戦争後半の1781年4月25日にバージニア州ピーターズバーグ近くで起こったアメリカ大陸軍とイギリス軍との戦いである。ウィリアム・フィリップス准将の指揮するイギリス軍約2,300名がストイベン男爵の指揮するアメリカの民兵隊約1,000名を破った。
アメリカからイギリスに寝返ったベネディクト・アーノルド将軍に率いられたイギリス軍が1781年初期にバージニアに入ってきたことで、イギリス軍に対抗する民兵の活動が活発になった。しかし民兵隊は訓練が行き届かず装備も足りなかったので、アーノルド隊が自由に動き回ることを妨げられなかった。アーノルド隊は1781年3月にフィリップス将軍の率いる援軍で補強された。フィリップスはピーターズバーグを襲撃の標的にしていた。ストイベンとピーター・ミューレンバーグが率いる民兵隊は、当時ピーターズバーグとは別の町だったブランフォードで抗戦することにした。
戦闘が始まると、劣勢だった民兵隊がイギリス軍の前進に対してかなり強固な抵抗を示し、ジョン・グレイブス・シムコーが指揮した側面攻撃を避けるために、アポマトックス川を渉って規律有る退却も遂げた。最終的にリッチモンドまで後退し、そこでラファイエット侯爵の指揮する大陸軍と合流した。イギリス軍は襲撃を続行し、その後ノースカロライナから移動して来たチャールズ・コーンウォリス将軍の軍隊と合流した。

## 背景
1780年12月までにアメリカ独立戦争の北アメリカにおける局面は重要な地点に差し掛かっていた。この年大陸軍は南部のチャールストン失陥やキャムデンの戦いでの敗北で捕虜となるか散り散りになるかしており、北部のニューヨーク市周辺ではジョージ・ワシントンの軍隊とイギリス軍北アメリカ総司令官ヘンリー・クリントンの軍隊が睨み合いを続けていた。大陸会議の発行する通貨は事実上価値が無く、6年目に入っていたこの戦争に対する大衆の支持は尻すぼみとなり、兵士達は給与や待遇に関する問題で反抗的になっていた。しかし10月に行われたキングスマウンテンの戦いではイギリスに味方するロイヤリスト側の徴兵の動きが挫かれ、大きな打撃になっていた。
ワシントンとその部下の中でも戦略家だったナサニエル・グリーンは南部でのイギリス軍からの脅威に対抗するためにキャムデンでの敗北後にノースカロライナで軍隊を再建させた。南部のイギリス軍を率いるチャールズ・コーンウォリス将軍はグリーンとの雌雄を決する戦いをして、南部の支配権を得ようと考えていた。

### バージニアへのアーノルドの派遣
バージニアでグリーンの注意を引き付けその資源を分散させるためにコーンウォリスが陽動行動を要請したことに応えて、クリントンは1780年12月にベネディクト・アーノルド准将に1,600名の部隊を付けてバージニアに派遣した。アーノルドはその前の9月にイギリス軍に寝返ったばかりだった。アーノルドの受けた指示はバージニア内の大陸軍補給基地を破壊し、ポーツマスでその後に展開する作戦のための基地を構築することだった。バージニアは1780年以前にはほとんど抗争の舞台になっていなかった。1781年1月4日、アーノルド隊はジェームズ川を遡り、チャールズシティ郡ウェストオーバーで上陸した。徹夜の強行軍で急速に移動し、翌日には州都リッチモンドを襲撃した。さらに翌日も襲撃させた後に船に戻ってポーツマスに向かい、そこの防御をかためる工事に着手した。ポーツマスへの陸路はピーター・ミューレンバーグ准将が指揮するバージニア民兵隊が守っていたが、その民兵隊は戦闘経験に乏しくまた小勢力であり、イギリス軍が地域の航行可能な川を船で移動した場合にはその動きを止められなかった。

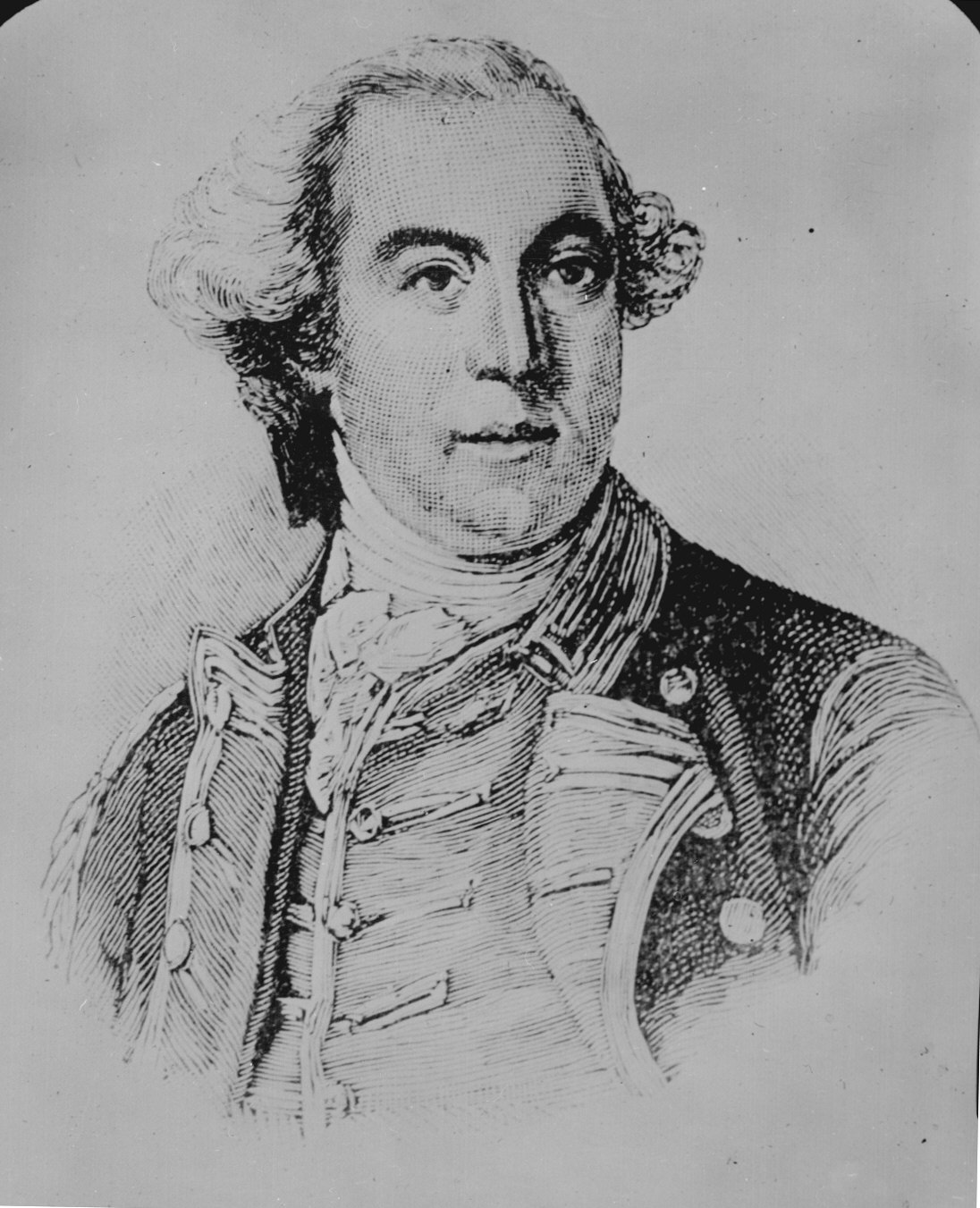
ウィリアム・フィリップス准将

アーノルド隊がバージニアに到着したことで、ワシントン将軍は陸軍と海軍を動員してこれに対抗させることにした。2月にはラファイエットに大陸軍の部隊を付けてバージニアに派遣し、ロードアイランドのニューポートにいるフランス海軍のデトーシュ提督にはラファイエットを支援する援軍と共に海軍を派遣してくれるよう求めた。1月下旬に起こった嵐のためにニューポートを監視していたイギリス海軍の艦船が損傷したので、デトーシュ提督は1隻の戦列艦と2隻のフリゲート艦をニューポート港から出港させ、ラファイエット隊も南部に向かった。これらの部隊がポーツマスに近づくと、アーノルドは自軍の軽量で喫水の浅い船舶をエリザベス川に遡らせたので、喫水の深いフランス艦船は追従することができなかった。フランス艦隊はニューポートに戻ったが、この動きにワシントンから再度の要請があったこともあって、デトーシュ提督は3月8日に全艦隊すなわち7隻の戦列艦と、最近捕獲したフリゲート艦1隻に、1,200名の陸軍を乗せてニューポート港を出港することになった。クリントンとマリオット・アーバスノット提督はその2日後にフランス艦隊の出港を知って、即座に支援のための資源を動員した。アーバスノットはその日に8隻の戦列艦を率いて出港し、3月16日のヘンリー岬の海戦でデトーシュ艦隊がチェサピーク湾に入ることを阻止できた。アーバスノット艦隊はウィリアム・フィリップス将軍の指揮する2,000名の陸軍を乗せた輸送船を連れてきていた。フィリップスとその部隊は3月26日にポーツマスに上陸し、フィリップスがアーノルドより上官だったので、全軍の指揮を執った。

### フィリップスによる襲撃
フィリップスはその後ほとんど無防備の田園部に進行した。ストイベン男爵の民兵隊がその進行を妨げようとし、リッチモンドとピーターズバーグを守っていた。ストイベンはイギリス軍が以前のようにリッチモンドを攻撃する可能性を考えたが、ピーターズバーグはバージニアにとっても大陸軍にとっても軍事補給地として機能していたので、ピーターズバーグを主標的にするに違いないと判断した。4月23日までにイギリス軍はジェームズ川を遡ってウェストオーバーに達し、そこで上陸すると約500名の民兵隊を蹴散らし、ストイベンにはイギリス軍の勢力が2,500から3,000と伝わるようにさせた。
4月24日午後にミューレンバーグのバージニア民兵隊約1,000名がピーターズバーグに向かった。他の民兵隊も集まりつつあった。ラファイエットの部隊はまだ数日の行程にあり、アンソニー・ウェイン将軍の部隊はさらに遠くにいた。ストイベンとミューレンバーグはその勢力が少なく実戦経験も無かったのでイギリス軍との衝突を避けてきていたが、このときは幾らかの抵抗を試みる時だと判断した。イギリス軍がバージニアに入ってきて以来、民兵隊には勝利の経験が無かったので、その士気は極めて低かった。ストイベン達は作戦会議を開いた後、当時はピーターズバーグとは別の町であり現在ではピーターズバーグの1地区になっているブランフォードに防衛線を布くことにした。必要な場合にはポカホンタス橋を経てアポマトックス川を越えて退却することができた。その夜、ストイベン将軍はミューレンバーグの部隊にアポマトックス川の北岸、ポカホンタス島と呼ばれる半島の川を見下ろす高台に移動するよう命じた。この夜は月が無く、ストイベンとミューレンバーグは川の南、ブランフォードに部隊を移動させた。

## 戦闘

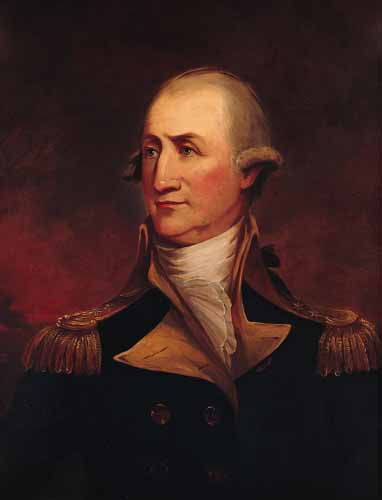
ピーター・ミューレンバーグ将軍、19世紀の画家（氏名不詳）による制作

4月24日日没の直前にフィリップスはイギリス兵とドイツ人傭兵合わせて2,500名をピーターズバーグの東12マイル (19 km) のシティポイント（現在のホープウェル）で上陸させた。翌25日の夜明け、ミューレンバーグのバージニア民兵4個連隊が2列の防衛線を布いてイギリス軍の到来を待ち構えていた。第1列はトマス・メリウェザーとジョン・ディックの連隊であり、メリウェザーが戦列の左で川に接し、ディックの連隊は右手でブランフォードの南にある丘に伸びていた。第2列は第1列が後退した後の主力防御線を形成しており、左翼にラルフ・フォークナーの連隊、右翼にジョン・スローターの連隊を置いた。この防御線は現在のピーターズバーグのマディソン通りとなっている道に沿い、ピーターズバーグとブランフォードを分けるリューテナントランに掛かる橋と土手道に伸びていた。この配置はイギリス軍が接近して来る時に大砲による砲撃の効果を最大にするようにされていた。ストイベンはアポマトックス川北岸にも1個連隊を配置し、イギリス軍が川の北岸に上陸してくる可能性に備えさせた。またポカホンタス橋の南端にも小さな予備隊を配置し、ミューレンバーグはイギリス軍が接近して来る時に前もって警告を出せるよう北岸にスローターズの1個小隊を派遣した。
イギリス軍はその朝10時頃に進発し、ピーターズバーグに向かうリバー道路に沿って進んだ。フィリップスの配下には第78および第80歩兵連隊、ジョン・グレイブス・シムコーのロイヤリストによるクィーンズ・レンジャーズ部隊、アーノルドのアメリカン・リージョン、ドイツ人の猟兵隊および軽歩兵2個大隊で構成されていた。フィリップスは当初プリンスジョージ郡庁舎にある軍事倉庫を目指して回り道をすることを計画していたが、偵察の結果その保管品が移動されたことが分かったので、直接ピーターズバーグに向かった。幾らかの武装を施した砲艦11隻がアポマトックス川を追随し、兵士や物資を運んだ。
戦闘はイギリス軍砲艦とアメリカ軍前衛偵察部隊との交戦で始まった。午後2時頃、アメリカ側防御線の約1マイル (1.6 km) 手間でフィリップスはその部隊の前進を止め、戦闘隊形を組ませた。右翼にはロバート・アバークロンビー大佐が軽歩兵の1個大隊と50名の猟兵による中隊を率いて川沿いに進み、ポカホンタス橋を後にするアメリカ軍の左翼を衝こうとした。トマス・ダンダス中佐は第78および第80歩兵連隊を率い、アメリカ軍の右翼を衝く操軍を行った。フィリップスは第2軽歩兵大隊とロイヤリスト部隊およびアーノルドの予備隊を保持していた。またこの遠征に持ってきた小さな大砲4門も予備隊に保持していた。
イギリス軍がアメリカ軍の防御線に近づくと、フィリップスとアバークロンビーは、バージニア民兵の1個中隊がイギリス軍の戦線を縦射できる丘の上に陣を占めていることに気付いた。アバークロンビーはその部隊を追い出すために猟兵の部隊を派遣した。前線の間が詰められ、全線での交戦が始まった。アメリカ軍の第1線はイギリス軍が予測していたよりも頑強な抵抗を行った。イギリス軍の大砲による攻撃と、アメリカ軍の側面を衝こうと脅かす勢力が優勢だったために、半時間の抵抗後に第1線は第2線まで後退した。シムコーの部隊が動いている間にフィリップスは第2線に2度の突撃を行わせたが、2度とも撃退された。1時間以上が経過してイギリス軍の大砲がアメリカ軍の全線を掃射できる所に据えられて、やっとストイベンが撤退を命令した。アメリカ軍は橋の反対側にある高台に陣を占めていた部隊に援護され、橋を渡って規律ある撤退ができた。最後に橋を渡った中隊は敵の追撃を遅らせるために撤退しながら橋板を剥がした。この行動は後にトーマス・ジェファーソン（当時はバージニア州知事）やナサニエル・グリーン将軍など当時の人々から賞賛された。

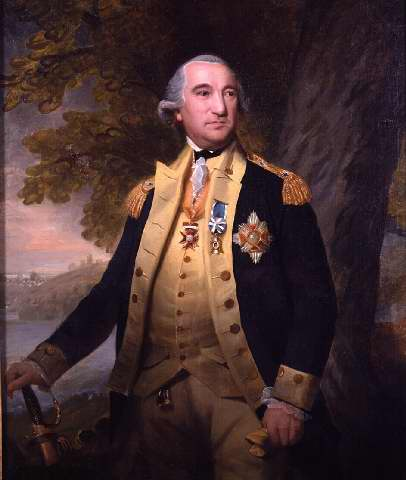
ストイベン男爵、ラルフ・アール画

アメリカ軍はバイオレットバンク近くの高台（現在のコロニアルハイツ）で停止し、対岸のイギリス軍と砲撃戦を行い、両軍にさらに損失が出た。疲れていた民兵達はラム酒の支給で元気付き、北への後退を続けて、翌日にはチェスターフィールド・コートハウスに到着した。イギリス軍がアポマットクス川を渡るときには、さらに3つの橋を破壊していた。

## 戦いの後
撤退するアメリカ民兵隊へのフィリップスとアーノルドの追撃は、リッチモンドから川を隔てたマンチェスターまで続いた。ここには4月29日に到着した。しかし、ラファイエットの部隊が急行軍して先にリッチモンド市に入ったので、市内まで進軍できなかった。イギリス軍はチェスターフィールド郡全体のタバコ倉庫を破壊した後、ジェームズ川を下ってウェストオーバーまで戻った。ラファイエット部隊はポカホンタスまで進軍した。フィリップスはウェストオーバーに居た5月7日にピーターズバーグまで戻って、ノースカロライナのウィルミントンから北上してくるコーンウォリス将軍の部隊を待つよう命令を受けた。フィリップスが5月9日にピーターズバーグに到着すると、北岸の現在のコロニアルハイツに陣を占めたラファイエットの砲兵隊からの砲撃に迎えられた。フィリップスは腸チフスに罹って5月13日に死に、アーノルドが一時的にイギリス軍の指揮を引き継いだ。
コーンウォリスの部隊は5月20日にピーターズバーグに到着し、イギリス軍の総勢は5,300名になった。その後直ぐにニューヨークからの援軍が到着し、7,000名以上となった。コーンウォリスはアーノルドにニューヨークに戻るよう命じ、暫くはバージニア中部でラファイエットを追ったが効果は無く、その後ウィリアムズバーグに戻った。コーンウォリスは最終的にヨークタウンを要塞化する命令を出し、一方ラファイエットは西インド諸島から来たフランス軍と9月初めに合流して陸からヨークタウンに至る道路を封鎖し、フランス艦隊はイギリス海軍の救援艦隊がヨークタウンに向かうのを阻止した。北部からはジョージ・ワシントンと米仏連合軍が到着して、コーンウォリス軍は包囲され、1781年10月17日に降伏した。
ピーターズバーグの町は南北戦争の終盤1864年から1865年にかけての9か月間、北軍に包囲されて再度軍事行動の中心になった。南北戦争におけるピーターズバーグの役割はその軍事史の大部を占めるものになっている。しかし、1992年以来ピーターズバーグ市はこのアメリカ独立戦争の戦いを毎年再現し続けている。